# Batbajan
Batbajan – (także Batbaj, Bajan, jest też identyfikowany z Bezmerem), syn Kubrata, chan Wielkiej Bułgarii po śmierci ojca.
Lata panowania Batbajana nie są pewne. Za początek jego rządów najczęściej przyjmuje się datę śmierci Kubrata, czyli rok 660 lub 665. Według Imiennika chanów protobułgarskich następca Kubrata miał na imię Bezmer i rządził 3 lata, co oznaczałoby, że Batbajan panował do 663 lub 668 roku. Niektórzy historycy przyjmują jednak za datę śmierci Kubrata rok 641, co znacznie komplikuje ustalenie okresu panowania Batbajana. Nie jest pewne, czy Batbajan rządził samodzielnie, czy wspólnie z młodszymi braćmi, których według Chronografii Teofanesa miał czterech. Wkrótce po śmierci ojca ziemie Wielkiej Bułgarii zostały najechane przez Chazarów. Bułgarzy ulegli naporowi Chazarów i spora część z nich wywędrowała w następnych latach pod wodzą braci Batbajana na zachód lub na północ. Batbajan zdecydował się pozostać na ziemiach Wielkiej Bułgarii i przyjąć zwierzchnictwo Chazarów. Późniejsi kronikarze bizantyjscy wspominają o "Bułgarii wewnętrznej" na terenach zamieszkanych przez potomków ludu Batbajana. Jeszcze w X wieku bizantyjskie i ruskie kroniki mówią w tamtym rejonie o czarnych Bułgarach.
Teofanes napisał o Batbajanie w swojej Chronografii:
"Najstarszy syn o imieniu Batbajan, spełniając prośbę ojca, po dziś dzień pozostał w ziemi swoich przodków,"
"Kiedy oni (tj. jego bracia) rozdzielili się na 5 części i stali się nieliczni, to Chazarowie, wielki naród, wyszedłszy z Bersilii, najdalszej krainy Pierwszej Sarmacji, owładnęli całą zapontyjską Bułgarią do samego Pontu i uczynili najstarszego brata, Batbaja, przywódcę Pierwszej Bułgarii, poddanym, do dzisiaj też otrzymują od niego daninę."